# Gina Lynn
Tanya Mercado (Mayagüez, Puerto Rico; 15 de febrero de 1974) más conocida como  Gina Lynn es una actriz y directora pornográfica puertorriqueña.

## Biografía
Nacida en Mayagüez, Puerto Rico, a los 7 años, tras el divorcio de sus padres, se mudó a Nueva Jersey, Estados Unidos con su madre. Cuando tenía 10 años su madre se casó con un hombre al que Gina llama su salvador ya que volvió a darle una familia, además de un hermanastro más joven.
Comenzó a asistir a un colegio privado católico donde se sentía muy fuera de lugar. Cuando aún iba al colegio comenzó a trabajar a tiempo parcial en un centro comercial, lo que le llevó a conocer y relacionarse con gente muy distinta a la que había conocido hasta entonces y lo que le llevó a hacer nuevas amistades. Conoció a una chica que trabajaba en un club de estriptis y ganaba mucho dinero, así que Gina, deseosa de aumentar sus ingresos, comenzó a trabajar como estríper los fines de semana en el último año de instituto.
Dos años después Gina oyó hablar en las noticias sobre un club de estriptis en Pennsylvania llamado Al's Diamond Cabaret donde muchos actores porno famosos hacían actuaciones y decidió acudir allí ya que le pareció muy interesante. Fue contratada y trabajo como estríper durante varios años, lo que le llevó a conocer a mucha gente relacionada con la industria del porno.

## Carrera como actriz porno
Gracias a los contactos que su trabajo le proporcionaba, fue introduciéndose lentamente en la industria X, primero posando para la revista Chéri en 1997 y después comenzando a rodar escenas porno en Los Ángeles. 

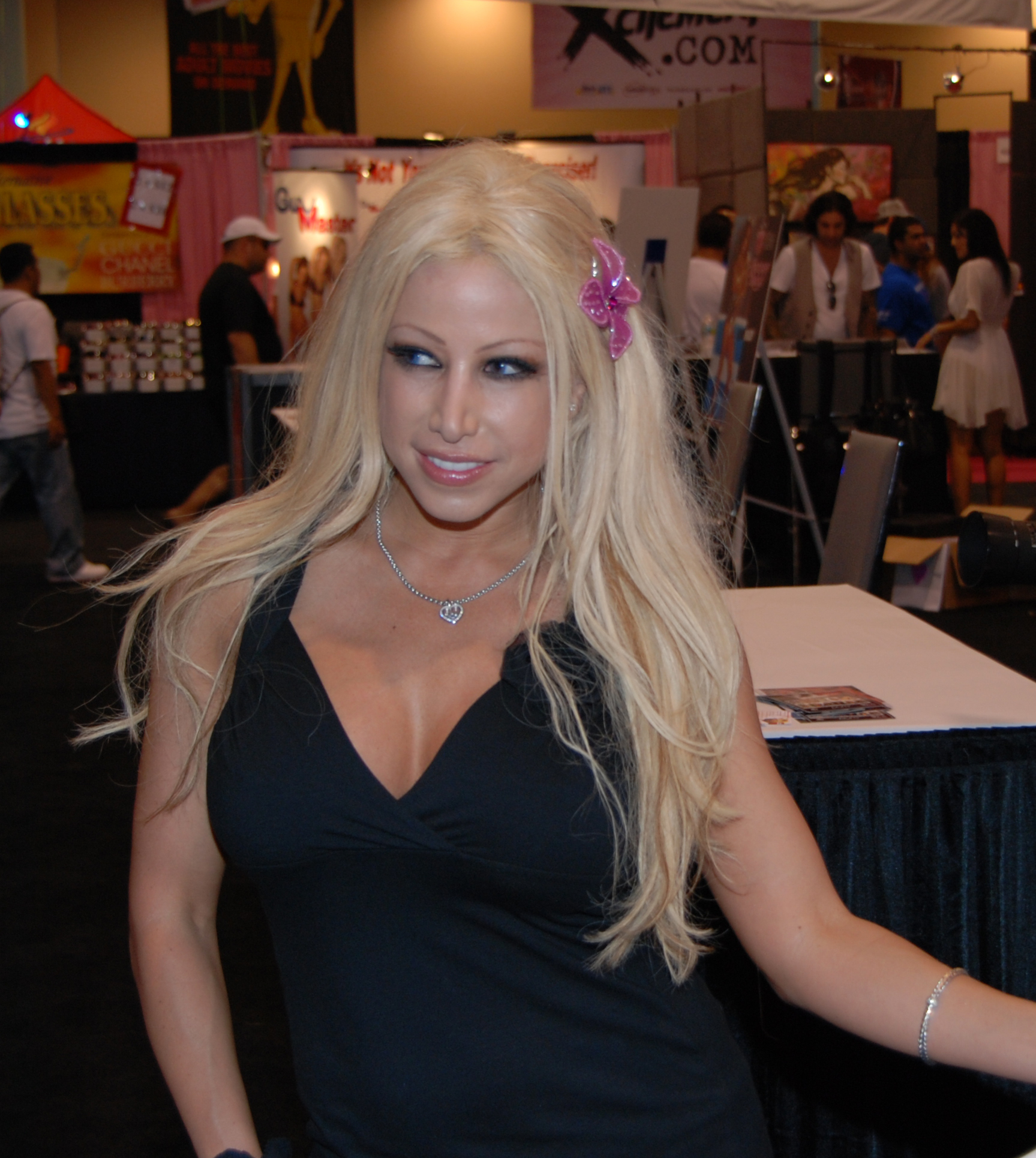
Lynn en el Festival Exxxotica Miami 2010

Conoció a Travis Knight, su actual marido, y decidieron casarse y dedicarse profesionalmente al porno. 
El nombre de Gina cada vez se hacía más grande dentro de la industria del porno y el estudio Pleasure Productions le ofreció un contrato exclusivo que Gina aceptó, trabajando para la productora durante varios años. La fama de Gina aumentó espectacularmente cuando comenzó a hacer apariciones en series de máxima audiencia en Estados Unidos como Los Soprano (en el cuarto episodio de la quinta temporada de la serie, titulado Todas Las Familias Felices) entre otras, y en especial cuando el rapero Eminem la vio en la TV y decidió que quería que protagonizase junto a él el vídeo de su canción Superman que alcanzó los puestos más altos en las listas de éxitos en Estados Unidos y además está incluido en el DVD de su película 8 Mile, a pesar de que ya había contratado a otra chica para ello, al ver a Gina en la TV quiso que la chica de su vídeo fuese ella.
Además, Gina es célebre entre los fanes del porno por su espectacular trasero, considerado entre muchos como uno de los mejores de la industria. 
Tras finalizar su contrato con Pleasure Productions, Gina continuó rodando porno mucho más hardcore de lo que había hecho hasta entonces y junto a su marido Travis Knight fundó su propia productora de porno, Gina Lynn Productions. Firmó un contrato con la revista Club que no duró mucho tiempo y no renovó.
Lynn fue una de las siete actrices pornográficas (junto a Julia Ann, Jayden Jaymes, Alexis Texas, Kristina Rose, Rachel Starr y Ava Addams) mencionadas en la canción YouPorn.com Anthem de Brian McKnight.
En la actualidad Gina sigue trabajando en su propia productora y también rueda escenas para muchos otros estudios.

## Premios
- 2005: Premio AVN al mejor DVD gonzo - por la película Gina Lynn's Darkside de Jules Jordan